# 护法寺桥
护法寺桥位于浙江省温州市苍南县望里镇护法寺村内河之上，建于北宋元祐三年（1088年），为三孔梁式石桥。桥呈东西走向，长10.3米，宽2.3米，通高3.9米；其中中孔净跨3.75米，左右两孔净跨2.25米。桥面以石板铺成，中孔北侧石板上刻有“时元祐三年岁次戊辰十二月癸酉朔初二日建”题记。

## 保护现状
桥梁保存完整。1989年12月12日列入浙江省文物保护单位，2013年5月列入第七批全国重点文物保护单位。